# Glenn Robinson III
Glenn Alan Robinson III (ur. 8 stycznia 1994 w Gary) – amerykański koszykarz, występujący na pozycji niskiego skrzydłowego.
Jest synem byłego mistrza NBA (2005) oraz uczestnika spotkań gwiazd NBA – Glenna „Big Dog” Robinsona.
27 lipca 2015 roku podpisał 3-letnią umowę z Indiana Pacers.
7 lipca 2018 został zawodnikiem Detroit Pistons.
2 lipca 2019 podpisał dwuletnią umowę z Golden State Warriors.
6 lutego 2020 trafił w wyniku wymiany do Philadelphia 76ers. 2 grudnia dołączył do Sacramento Kings. 24 lutego 2021 opuścił klub.

## Osiągnięcia
Stan na 26 lutego 2021, na podstawie, o ile nie zaznaczono inaczej
NCAA
- Wicemistrz NCAA (2013)
- Uczestnik rozgrywek Elite 8 turnieju NCAA (2013, 2014)
- Mistrz sezonu regularnego Big Ten (2014)
- Zaliczony do:
  - I składu:
    - najlepszych pierwszorocznych zawodników:
      - Big Ten (2013)
      - Kyle Macy Freshman All-American Team (2013)

  - składu honorable mention All-Big Ten (2013, 2014)

NBA
- Zwycięzca konkursu wsadów NBA (2017)[9]